# ティティヴィラス

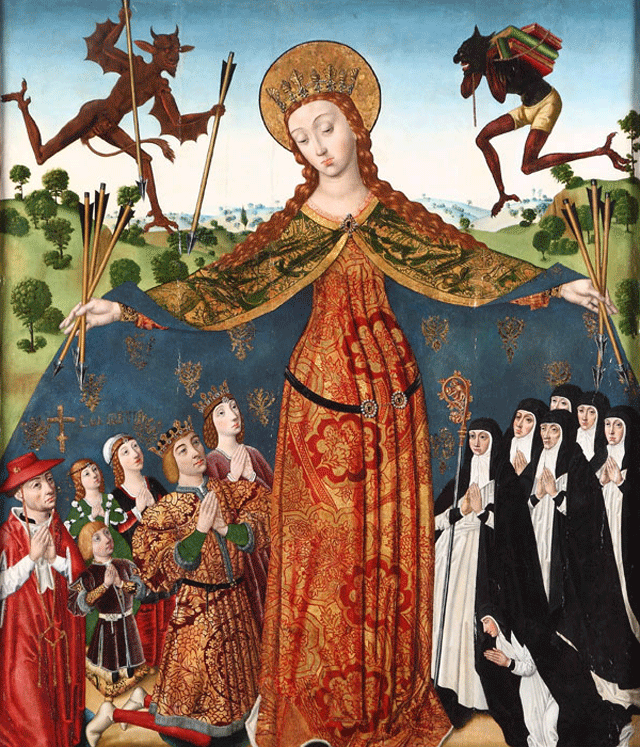
ディエゴ・デ・ラ・クルスによる『聖母マリア』(1485年頃）向かって右上にティティヴィラスが描かれている（スペイン、サンタ・マリア・デ・ラス・ウエルガス王立修道院蔵）

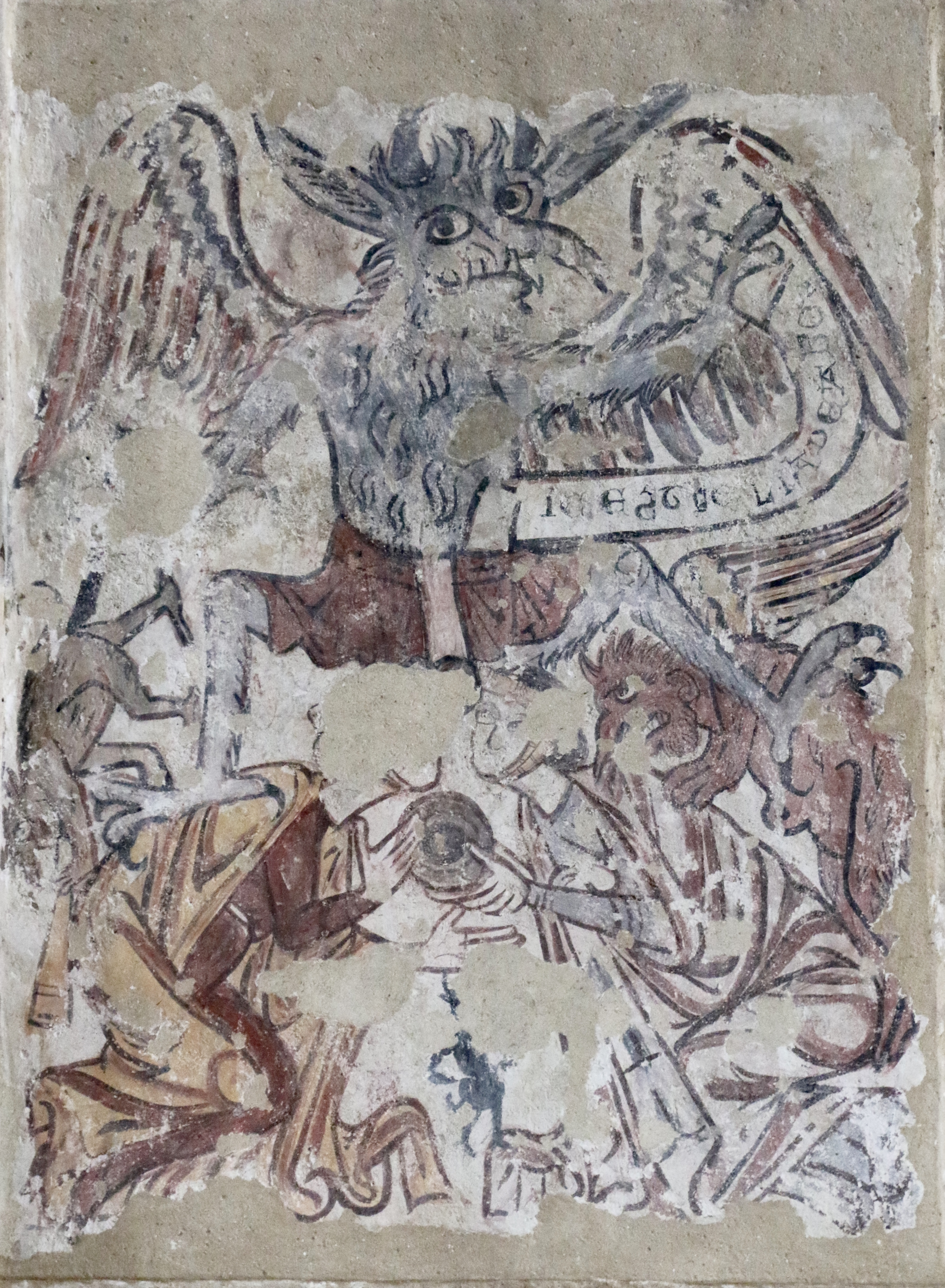
メルボルンの聖ミカエル・聖マリア教会の壁画

ティティヴィラス(Titivillus)とは、ベルフェゴールやサタンに仕え、 筆写者の仕事に誤り（誤植）を持ち込むとされる悪魔。ティティヴィラスが初めてその名で言及されるのは、ウェールズのヨハンネスによる『悔悛論』(Tractatus de Penitentia, 1285年頃)である。礼拝中の無駄話や、言い間違い、口ごもり、〔言葉の〕飛ばし読みなどを蒐集し、その誤りをおかした者の悪事として勘定するためサタンに引き渡す悪魔とされることもある。
マーク・ドロジンはティティヴィラスを「筆写者を甘やかす悪魔」と呼ぶ。書士の写本にはどうしても誤りが入り込むとはいえ、それに対する安易な言い訳として持ち出されるからである。また、ドロジンの『中世のカリグラフィー』(1980年）によれば「オックスフォード英語辞典は半世紀近くにわたるその全ての版で、あろうことか、ティティヴィラスに関する最初期の言及の例に関する脚注のリファレンスとして間違ったページを掲載していた。」とある。
ティティヴィラスはいわゆるドタバタ喜劇において、人間の虚栄心を嘲弄するような転覆的なキャラクターとして幅広い役割を担っている。中世後期におけるイングランドの野外劇、例えばタウンリー・サイクルを締めくくる「審判(Iudicium)」がその典型である。中世イングランドの演劇『人間(Mankind)』はティティヴィラスを主人公としている。